# Наполеон у Фонтенбло
Наполеон у Фонтенбло (Napoleon in Fontainebleau; або Наполеон I у Фонтенбло 31 березня 1814 року або Зречення Наполеона у Фонтенбло) — картина французького художника , створена в 1840 або 1845 роках.

## Контекст
У 1814 році Велика Британія, Російська імперія, Королівство Пруссія та Австрійська імперія сформували коаліцію проти Наполеона з метою вторгнення у Францію. Армія Наполеона, що складалася з молодих, недосвідчених новобранців, не змогла здобути перевагу над значно більшими силами коаліції. Наприкінці березня 1814 року Париж опинився під загрозою, але Наполеон, який тоді перебував у Фонтенбло, передав накази надто пізно. Париж було захоплено 31 березня. Оскільки Наполеон не міг повернутися до Парижа, то переїхав до своїх покоїв у палаці Фонтенбло .
Під тиском своїх маршалів, зокрема Талейрана, Наполеон зрікся престолу на користь свого сина, Наполеона II, 4 квітня 1814 року, а потім беззастережно 6 квітня. Після цього його заслали на острів Ельба.
Ще 1825 року тесть Делароша Горацій Верне написав картину під назвою «Прощання з Фонтенбло» (Les Adieux de Fontainebleau).
Оригінал картини Лароша «Наполеон у Фонтенбло» зберігається в Музеї образотворчих мистецтв у Лейпцигу, а копія — у Музеї армії в Парижі .

## Опис картини
Картина перебуває «на півдорозі між психологічним портретом та історичним живописом» і стала символом «наполеонівського міфу». На ній зображений імператор Наполеон Бонапарт, приголомшений і із закритим обличчям, який сидить за кілька днів до підписання свого зречення. Картина також ілюструє уривок із мемуарів Луї Антуана Фовле де Бур'єна, який описує цей день як день ізоляції імператора.

Імператор взутий у брудні чоботи та має на собі форму полковника кінних гренадерів імператорської гвардії, поверх якої одягнений сірий сюртук. Його капелюх, знаменитий бікорн, лежить на землі . Впадає в око контраст між подавленим образом Наполеона розкішшю декору.

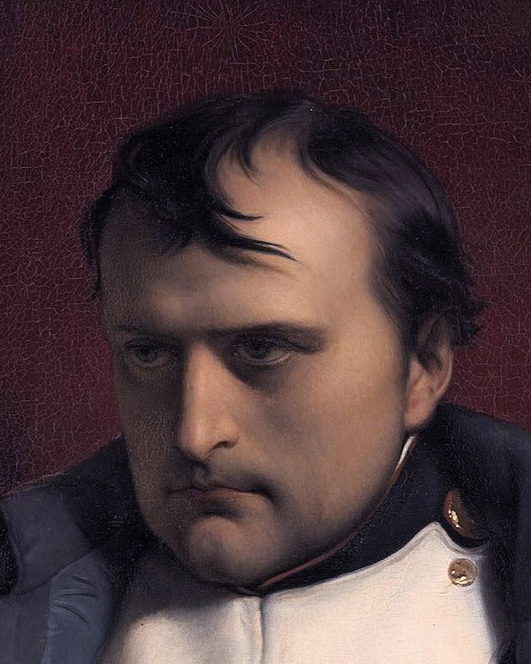
Деталь
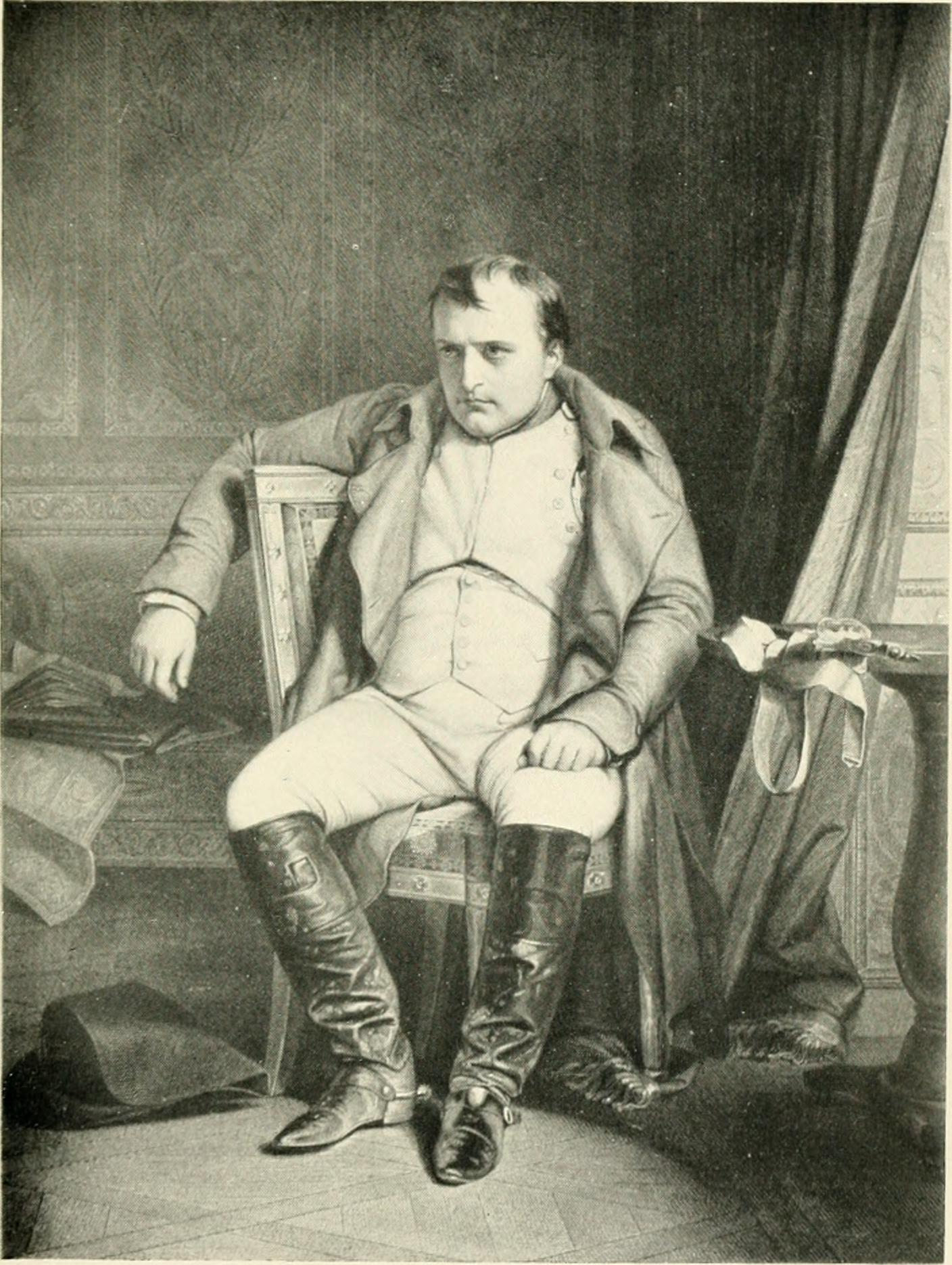
Гравюра
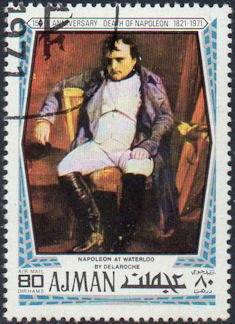
Поштова марка